# St. Laurentius (Gabolshausen)

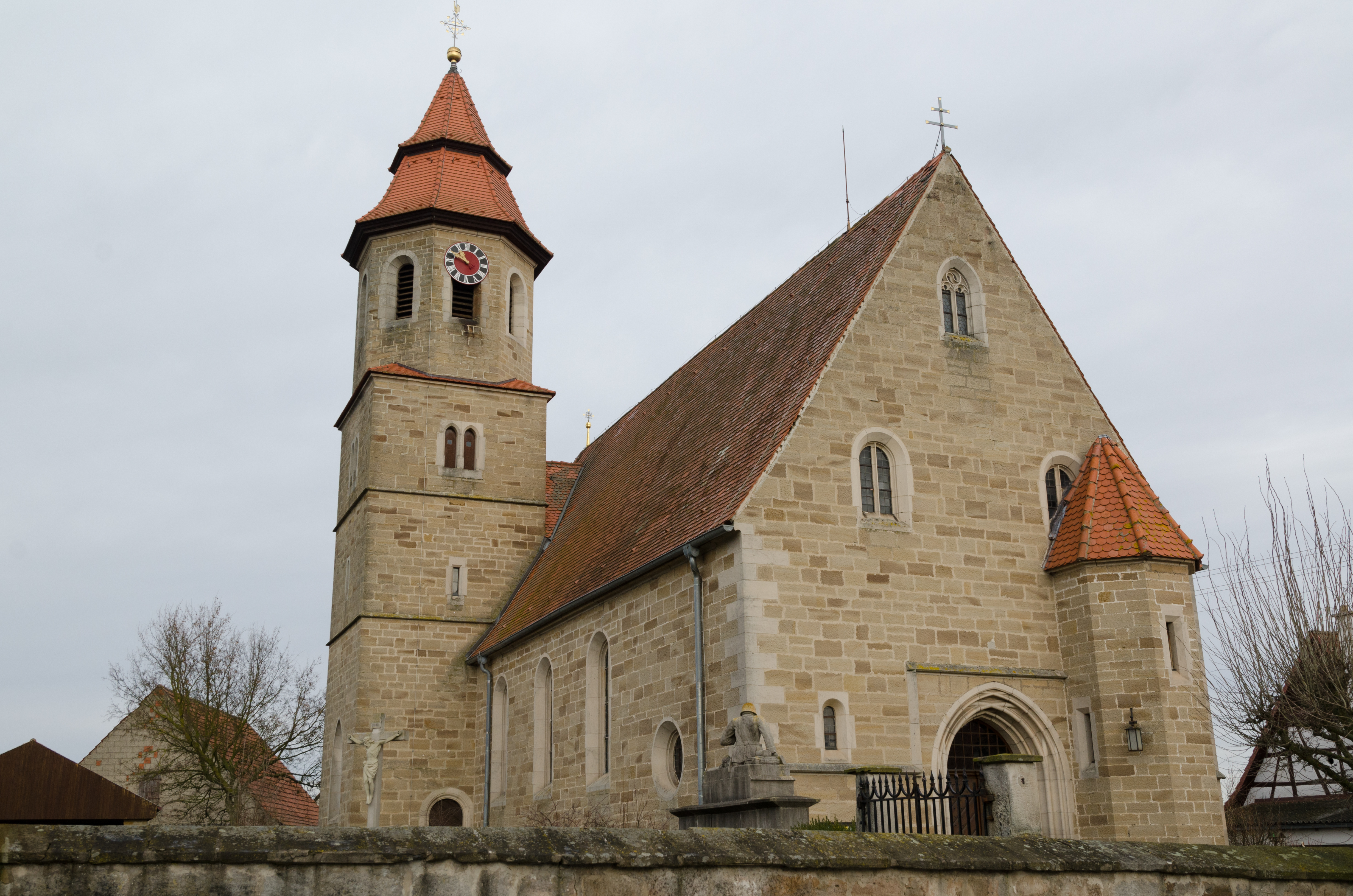
St. Laurentius (Gabolshausen)

Die römisch-katholische Filialkirche St. Laurentius ist ein Kirchengebäude, das in Gabolshausen steht, einem Gemeindeteil der Stadt Bad Königshofen im Grabfeld im unterfränkischen Landkreis Rhön-Grabfeld in Bayern. Das denkmalgeschützte Bauwerk wurde Anfang des 20. Jahrhunderts errichtet. Die Kirche gehört zur Pfarrei St. Johannes der Täufer und St. Aquilin in Untereßfeld der Pfarreiengemeinschaft St. Martin im östlichen Grabfeld (Untereßfeld) im Dekanat Bad Neustadt des Bistums Würzburg.

## Beschreibung
Die neugotische Saalkirche wurde 1911 aus Quadermauerwerk auf den Grundmauern der unter Julius Echter von Mespelbrunn erbauten romanischen Kirchenburg, die zuvor abgebrochen wurde, errichtet. An das Langhaus schließt sich im Norden ein eingezogener Chor mit dreiseitigem Abschluss an. In der nordwestlichen Ecke von Langhaus und Chor steht der Kirchturm auf quadratischem Grundriss. Sein oberstes Geschoss, das die Turmuhr und den Glockenstuhl mit vier Kirchenglocken beherbergt, ist achteckig, und mit einer achtseitigen Mansardhaube bedeckt. Neben dem Portal an der Südseite des Langhauses befindet sich ein Treppenturm als Zugang zur Empore, auf der die Orgel steht. Der Innenraum des Chors ist mit einem Kreuzrippengewölbe überspannt, das Langhaus mit einem hölzernen Tonnengewölbe.